# Fuet
Fuet je vepřový fermentovaný salám, pocházející z katalánské kuchyně. Je obalený střívkem s bílou plísní.

## Etymologie
Katalánské slovo fuet (francouzsky fouet) znamená bič.

## Charakteristika
Fuet se vyrábí z vepřového masa. Pokud je označen jako fuet iberico, byl vyroben z iberských prasat. Dochucuje se zejména rozmarýnem a česnekem. Na rozdíl od choriza se při výrobě fuetu nepoužívá paprika.

## Skladování
Uchovává se v chladu a temnu, při teplotě 0–25 °C.

## Galerie

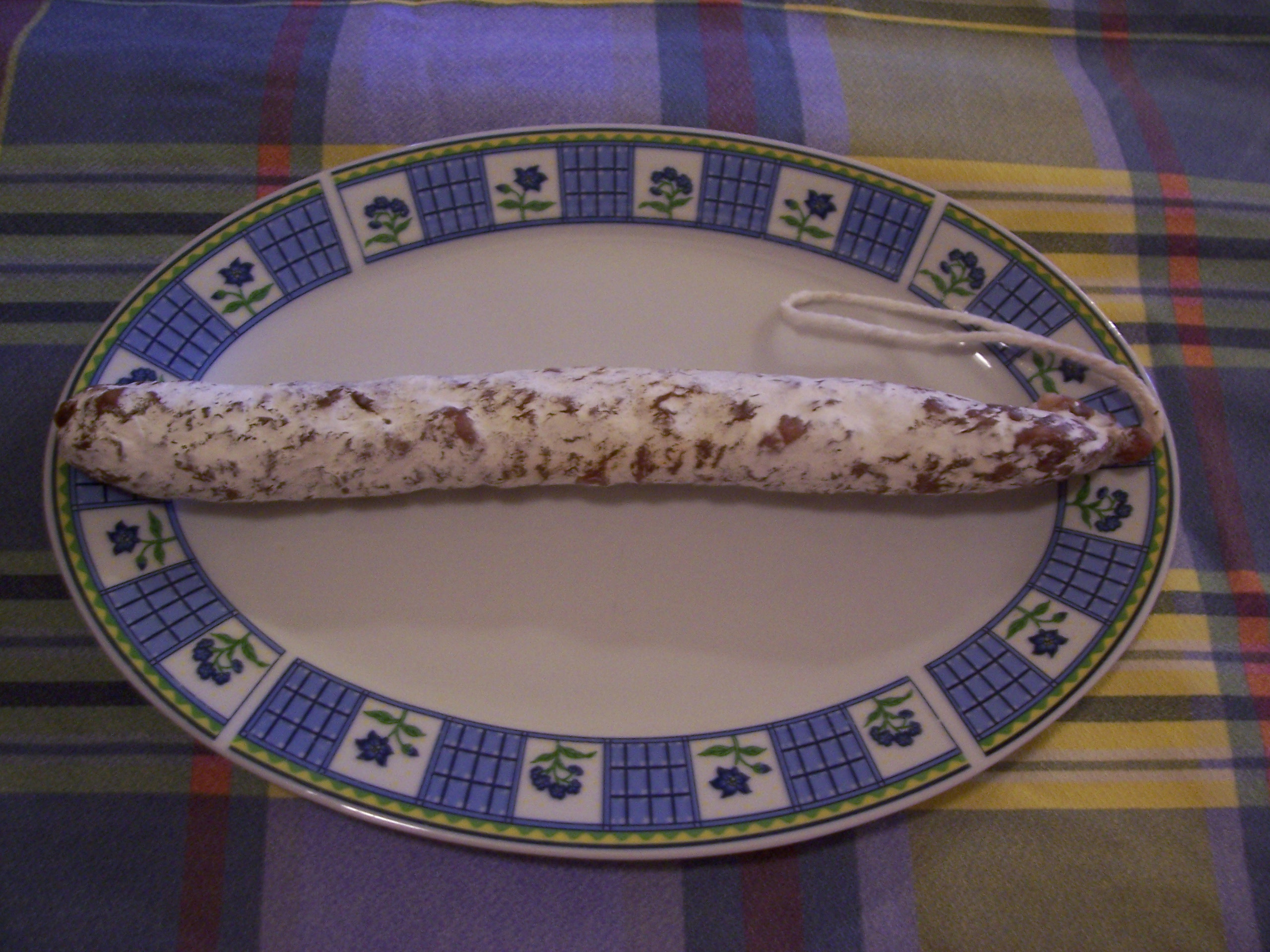
Fuet s bílou plísní
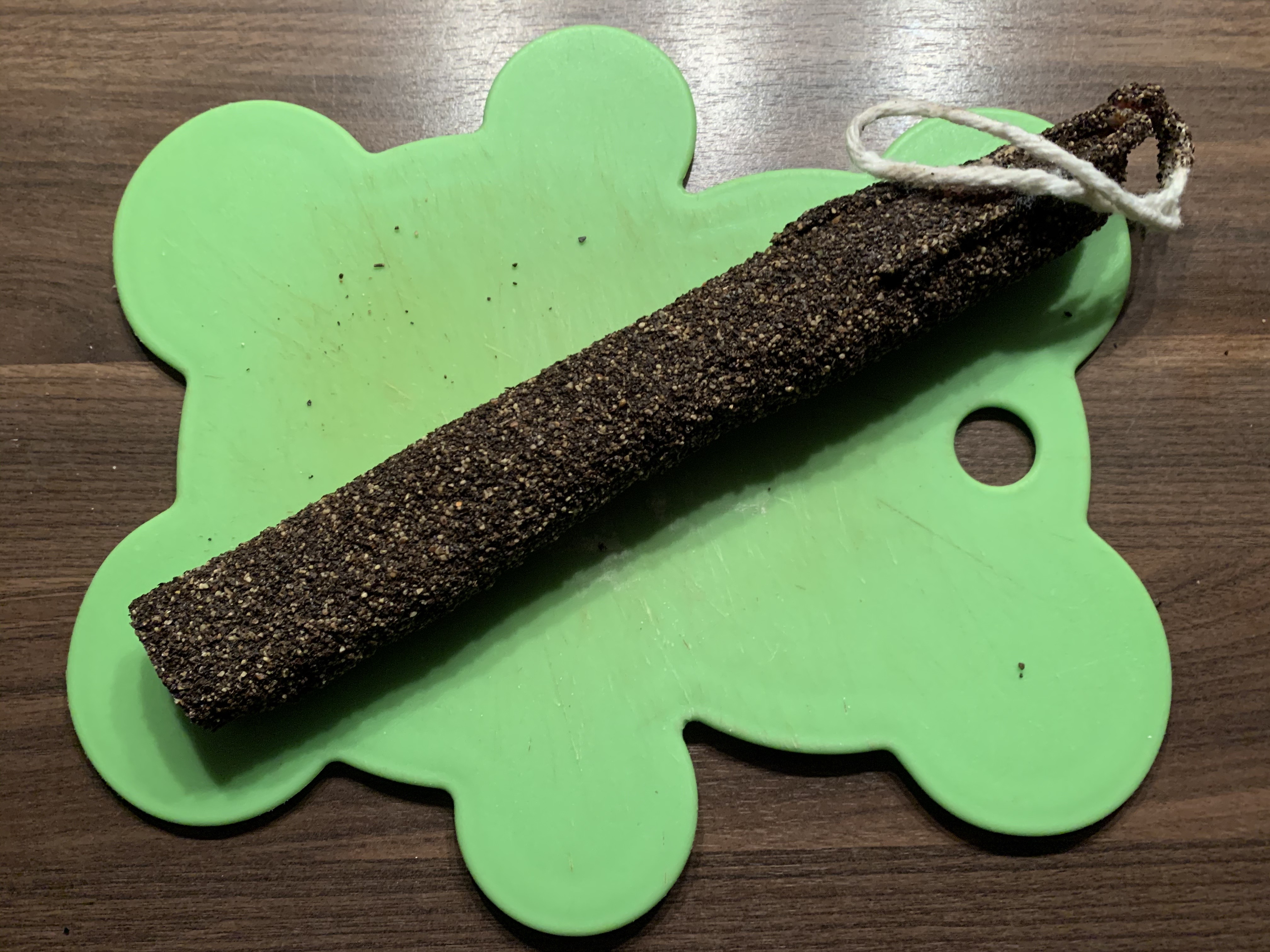
Fuet obalený v pepři
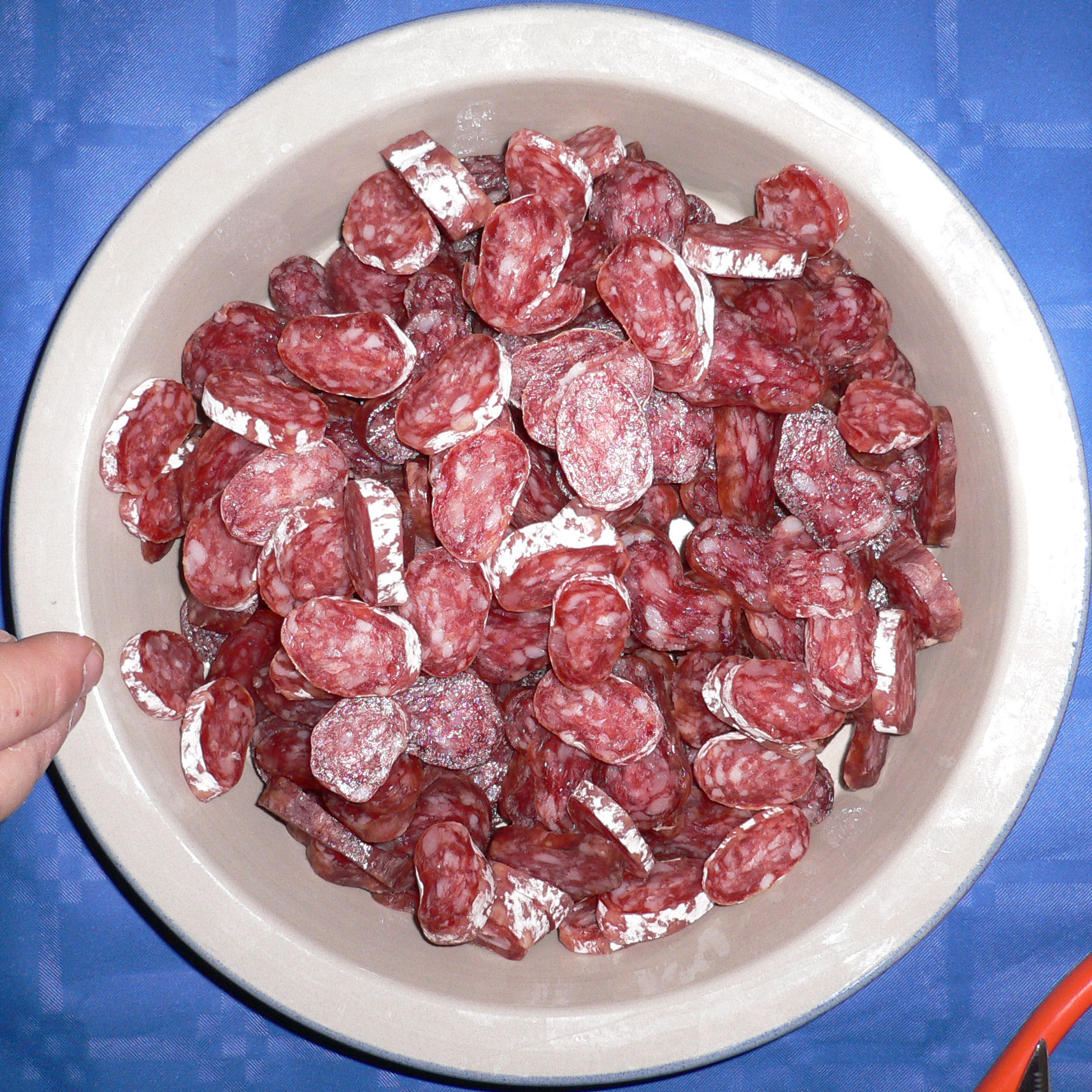
Krájený fuet
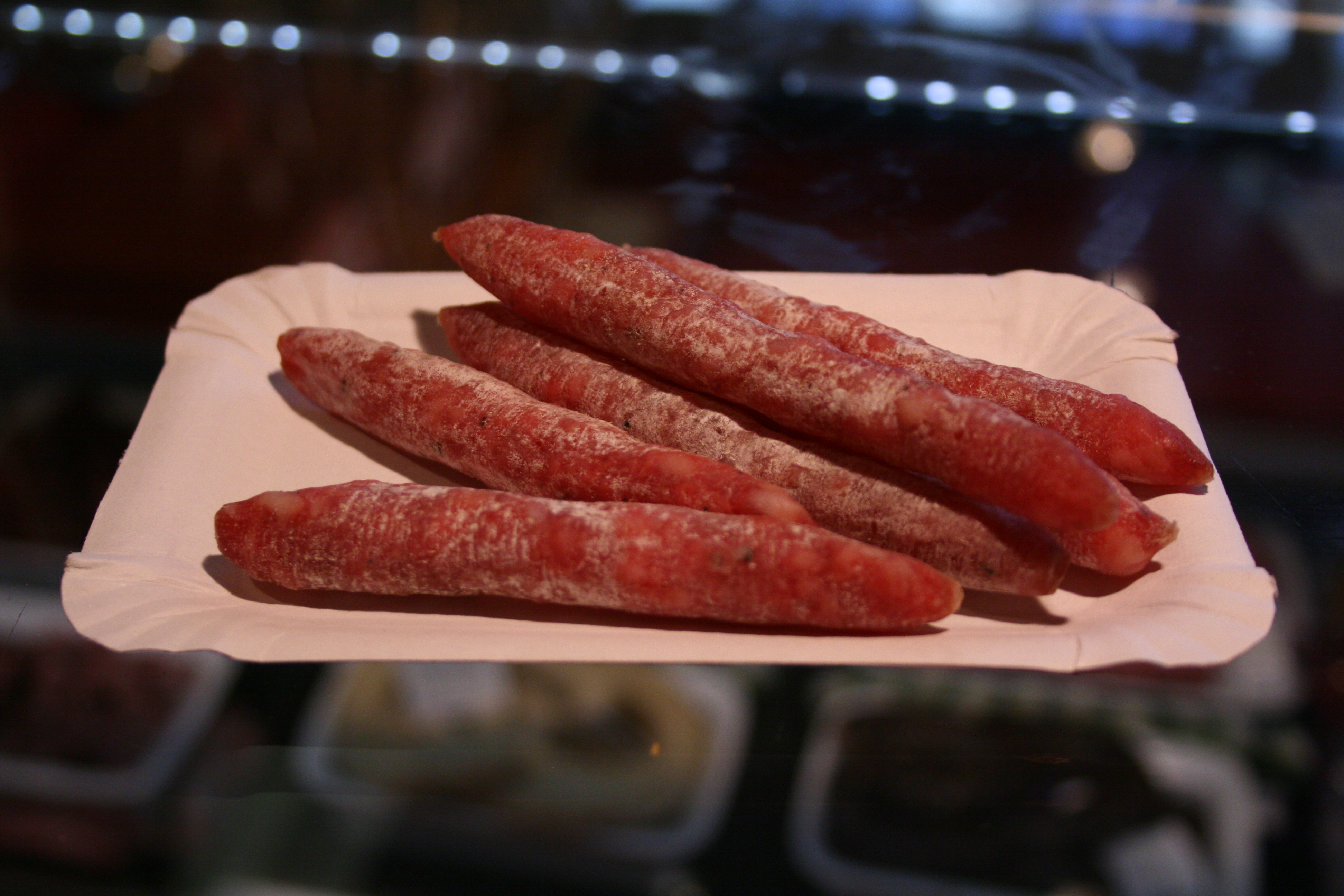
Fuet